# Jack Ma
Ma Yun (en chino simplificado, 马云; pinyin, mă yún) conocido como Jack Ma (10 de septiembre de 1964) es un empresario chino. Es el fundador y presidente ejecutivo de Alibaba Group, un consorcio de negocios de Internet de gran éxito en China. Fue el primer empresario de la China continental en aparecer en la portada de Forbes. Es considerado como el chino más rico del mundo luego de la oferta pública de venta (IPO por sus siglas en inglés) de Alibaba Group en la Bolsa de Nueva York. Fue una de las personas más ricas del mundo, con una fortuna de 37.3 mil millones de dólares (febrero de 2020), y ocupó el puesto 21 en la lista Forbes. En la actualidad su fortuna se calcula en 22.8 mil millones de dólares (2023).  

## Vida personal
Ma nació en Hangzhou, provincia de Zhejiang, China. Ma comenzó a estudiar inglés a una edad temprana y practicaba inglés todos los días conversando con personas que hablan inglés en el hotel internacional Hangzhou, a 70 minutos en bicicleta de su casa. Les hacía recorridos por la ciudad gratis para mejorar su inglés durante nueve años. Se convirtió en amigo por correspondencia con uno de esos extranjeros, que lo apodaron "Jack" porque le resultaba difícil pronunciar su nombre chino. 
Más tarde en su juventud, Ma tuvo problemas para asistir a la universidad. Los exámenes de ingreso chinos se llevan a cabo solo una vez al año y Ma tardó cuatro años en aprobarlos. Después de eso,  Ma asistió al Hangzhou Teacher's Institute  (actualmente conocido como Hangzhou Normal University) y se graduó en 1988 con un B.A. en inglés. Mientras estaba en la escuela, Ma fue el jefe del consejo estudiantil. Después de graduarse, se convirtió en profesor de inglés y comercio internacional en la Universidad Hangzhou Dianzi. Luego se matriculó en la Escuela de Negocios de Cheung Kong con sede en Beijing (CKGSB) y se graduó en 2006. 
Ma conoció a su esposa, Zhang Ying, cuando estudiaban en la Universidad Normal de Hangzhou. Se casaron poco después de graduarse a fines de la década de 1980. Ambos comenzaron a trabajar como profesores. Tienen un hijo y una hija.
Según Ma y su asistente, Ma había estado estudiando y practicando taichí-chuan, una forma de artes marciales chinas, en Hangzhou durante algún tiempo cuando en 2009 comenzó a estudiar con Wáng Xī'an, un famoso profesor y maestro de artes marciales. En el 2011, Ma contrató a varios jugadores de taichí ganadores de torneos para enseñar en Alibaba. Wang, Jet Li y Ma imparten clases regulares en Alibaba, donde la asistencia de los empleados es obligatoria. La visión de Ma, según su asistente, es que un día la gente lo recordará sobre todo como un maestro de taichí, en lugar de ser el único fundador de la compañía de Internet y el sitio web de compras en línea más grande de China.

## Visión
En 2007, en respuesta a las críticas en todo el mundo de la práctica de matar tiburones por sus aletas, Ma anunció que él y su familia habían "renunciado a la sopa de aleta de tiburón ahora y para siempre". Ma ha declarado que ese momento creó un nuevo interés en el ecologismo que moldearía su futuro ethos. En enero de 2009, Alibaba Group revisó su política de inclusión y prohibió la venta de productos de aleta de tiburón en todas sus plataformas de comercio electrónico. 
En la reunión anual de accionistas de Alibaba.com en mayo de 2009, Ma alentó a los asistentes a que actuaran al iniciar negocios para hacer frente a la recesión económica en lugar de esperar a que el gobierno o las empresas los ayuden. Recordó a todos que las grandes fortunas del mundo fueron hechas por personas que vieron oportunidades que otros no, y señaló que las secuelas de la reciente recesión mundial no serían diferentes en términos de exponer nuevas formas de hacer negocios. Alibaba ha estado creciendo y todavía se encuentra en la etapa de crecimiento del ciclo de innovación.
En la reunión general anual de accionistas de Alibaba.com en mayo de 2010, Ma anunció que el Grupo Alibaba comenzaría en 2010 a destinar el 0.3% de los ingresos anuales a protección ambiental, particularmente en proyectos de mejora de la calidad del agua y el aire. Sobre el futuro de Alibaba, ha dicho que "nuestro desafío es ayudar a más personas a hacer dinero saludable, dinero sostenible, dinero que no solo sea bueno para ellos sino también para la sociedad. Esa es la transformación a la que apuntamos."
En 2015, Ma hizo su primera compra de tierras de conservación fuera de China cuando compró una propiedad de 28.100 acres llamada Brandon Park en Paul Smiths, Nueva York, en Adirondack Park por $ 23 millones.
El 10 de septiembre de 2018, Ma anunció que dejará su cargo el 10 de septiembre de 2019. Jack continuará con su labor como presidente ejecutivo durante los siguientes 12 meses antes de ceder su cargo a Daniel Zhang, quien actualmente es el director general. De esta manera el nacido en Hangzhou asegurará una transición tranquila y garantizará la continuidad de la operación de la compañía.
En noviembre de 2018, el Diario del Pueblo dio a conocer su filiación al Partido Comunista de China.
En abril de 2019 causa polémica con sus dichos acerca de las horas extras de sus empleados, diciendo que para sobrevivir en Alibaba se requiere trabajar 12 horas al día, seis días a la semana, agregando que es una gran dicha poder trabajar con el sistema 996, es decir de 9 a. m. a 9 p. m. durante 6 días continuos.
En enero de 2023 empieza a renunciar al control de Ant group, la empresa financiera que creó, en medio de una serie de controles por las autoridades chinas.
En marzo de 2023 se anunció que el multimillonario tecnológico chino Jack Ma se unirá a la Universidad de Tokio, donde enseñaría gestión y agricultura sostenible, según los informes. Informes a fines del año pasado dijeron que Ma fue encontrado viviendo en Japón después de que aparentemente abandonó China tras la represión de Beijing contra su imperio empresarial.